# Абелин, Иоганн Филипп

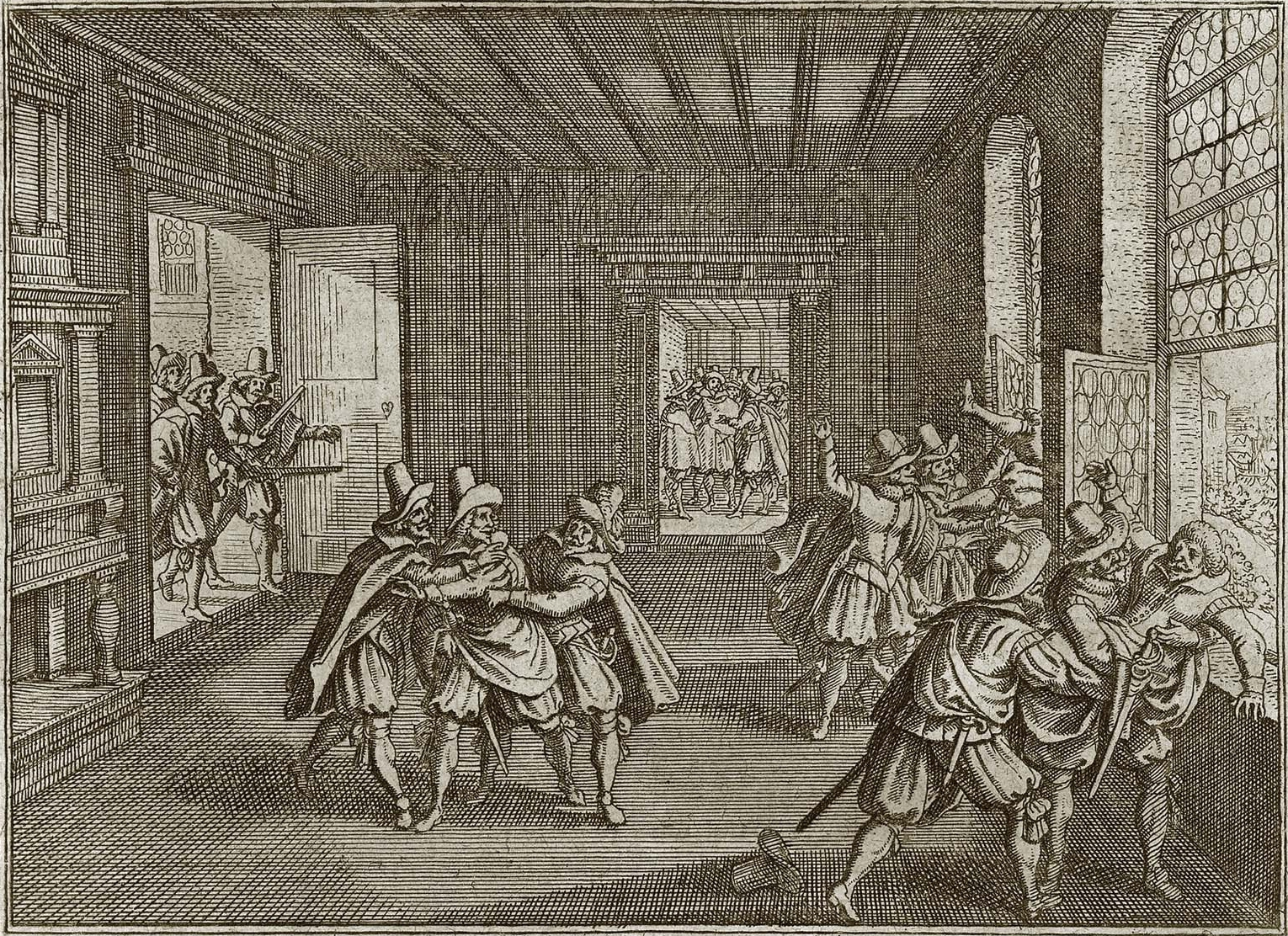
Гравюра из «Theatrum Europaeum»

Иоганн Филипп Абелин (нем. Abelinus Iohann-Philipp, 1600, Страсбург — ок. 1634) — немецкий историк. Известен как автор под именем Иоганн Людвиг Готфрид (нем. Iohann-Ludwig Gottfried) или Готофредус. родился в Страсбурге.
Абелин родился в Страсбурге в 1600 году. Основал и начал издавать «Theatrum Europaeum», историческое повременное издание, первый том которого, включающий историю 1617—1628 годов, написан им самим. При издании последующих томов помощниками и сотрудниками Абелина были Шидер, Ореус и др. Именно они после смерти Абелина продолжали составление и издание «Theatrum Europaeum», доведя его до XVIII века. Всего был издан 21 том in folio. Лучшее издание вышло в Франкфурте-на-Майне, 1635—1788.
Также Абелин написал 17-й и 18-й тома «Mercurius Gallo-Belgicus Succenturiatus», труда подобный начатому Готгардом Артусом. Кроме этого им ещё написаны:
- «Описание Швеции» (Франкфурт, 1632)
- «Историческая хроника» (нем. Histor. Kronyck etc) (Франкфурт, 1633, переиздано в Лейдене в 1702 году).
- «Historia Antipodum» (Франкфурт, 1655),
- «История Индии»

и другие произведения, Ко всем приложены гравюры М. Мериана, вследствие чего они приобретают особенную ценность. То же самое можно сказать об одном издании объяснений «Метаморфоз» Овидия (Франкфурт, 1619), которое содержит многочисленные гравюры Яна Дирк де Бри.